# Katastrofa lotu American Flyers Airline 280
Katastrofa lotu American Flyers 280 – wydarzyła się 22 kwietnia 1966. W jej wyniku Lockheed L-188C Electra należący do linii American Flyers Airline rozbił się niedaleko lotniska w Ardmore, zabijając 83 z 98 osób na pokładzie.

## Samolot
Maszyną obsługującą lot 280 był Lockheed L-188C Electra (nr rej. N183H) o numerze seryjnym 1136. Samolot został wyprodukowany w 1961 i wylatał 4019 godzin.

## Przebieg lotu
Maszyna została wyczarterowana przez Military Air Command i odbywała lot z Monterey do Columbus z międzylądowaniem w Ardmore. Podczas podejścia w Ardmore załodze nie udało się w wylądować na pasie 08 przy pomocy automatycznego radiokompasu, więc podjęła próbę lądowania z okrążeniem na pasie 30. Chwilę później samolot uderzył w wzgórze około 2,5 km od lotniska. Jak wykazało śledztwo, przyczyną był masywny zawał u kapitana, który nastąpił w krytycznym momencie podejścia. Śledztwo również wykazało, że kapitan zataił cukrzycę oraz problemy kardiologiczne. 